# 105년

## 연호
- 후한(後漢) 영원(永元) 17년
- 후한(後漢) 원흥(元興) 원년

## 기년
- 후한(後漢) 화제(和帝) 17년
- 신라(新羅) 파사 이사금(婆娑泥師今) 26년
- 고구려(高句麗) 태조대왕(太祖大王) 53년
- 백제(百濟) 기루왕(己婁王) 29년

## 사건
- 신라와 백제가 화친하다.
- 후한의 채륜, 질 좋은 종이 발명
- 고구려가 한나라의 요동을 공격하다.

## 사망
- 교황 에바리스토